# Guerre des Vénètes
Guerre des Gaules
Batailles
- Magetobriga (60)
- Arar (58)
- Cavillonum (58)
- Bibracte (58)
- Ochsenfeld (58)
- L'Aisne (57)
- Le Sabis (57)
- Octodure (57)
- Morbihan (navale) (56)
- Vernix (56)
- Expéditions en Bretagne (55 et 54)
- Aduatuca (54)
- Avaricum (52)
- Gergovie (52)
- Lutèce (52)
- Alésia (52)
- Uxellodunum (51)

La guerre des Vénètes est un conflit qui s'est déroulé en 56 av. J.-C. entre la République romaine et les Vénètes, peuple de Gaule celtique, à la tête d'une coalition de peuples armoricains. Cette guerre se déroule dans le cadre de la Guerre des Gaules menée par Jules César, elle se conclut par la victoire des Romains après une bataille navale au large de l'actuel département du Morbihan. La bataille nommée parfois anachroniquement « du Morbihan » ou « de Vannes » s'est déroulée dans un espace géographique encore inconnu, néanmoins l'hypothèse la plus répandue la place au large de la presqu'île de Rhuys.

## Causes de la guerre

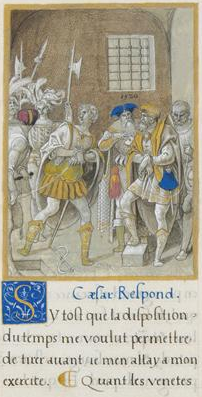
Les Préfets et les tribuns militaires retenu par les Vénètes.

Début 56 av. J.-C., alors que l’Armorique a été soumise pacifiquement l'an d'avant par Publius Crassus, son armée prend ses quartiers d'hiver près de l'océan, avec la septième légion chez les Andes, peuple de la côte atlantique (aux environs d'Angers). Manquant de ravitaillement, il envoie des préfets et des tribuns militaires en quémander chez les peuples voisins, les Esuvii, les Coriosolites et les Vénètes. Ces derniers sont les plus puissants de toute la côte maritime, leur thalassocratie était fondée sur le commerce de l’étain des Cornouailles, transporté à travers la Manche et dont ils avaient le quasi-monopole, ce qui assurait leur prospérité. Le métal transitait ensuite par la vallée de la Loire d’où il gagnait ensuite la Garonne et la Méditerranée. Possédant un grand nombre de navires pour communiquer avec la Bretagne, les Vénètes contrôlaient tout le commerce maritime de la région.
Ce sont eux qui déclenchent la rébellion des peuples armoricains, en retenant les délégués romains (Quintus Velanius (it) et Titus Sillius), ce qui enflamme tous les autres peuples contre Rome. Les Esuvii et Coriosolites imitent les Vénètes en s'emparant de Marcus Trebius Gallus (it) et de Titus Terrasidus (en). Ils demandent aux Romains qu'on leur rende leurs otages en échange des envoyés romains. Les causes de cette révolte sont sans doute que les Vénètes, qui sont le peuple maritime gaulois le plus puissant, voient d'un mauvais œil la domination grandissante des Romains et craignent qu'ils ne rivalisent avec leur puissance maritime et commerciale.

## Campagne militaire

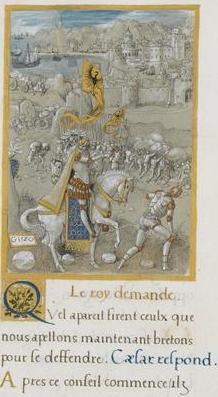
César arrivant chez les Vénètes.

César, qui se trouve alors en Italie où il renforce le premier triumvirat à Lucques et qui croit la Gaule pacifiée, devant écraser toute velléité de révolte pour asseoir sa domination sur la Gaule, ordonne à partir du camp de Juliomagus (Angers) la construction d'une flotte sur la Loire, qui se jette dans l'Atlantique, et de mobiliser des marins.
La nouvelle coalition gauloise menée par les Vénètes se prépare à la colère de César et mobilise les Osismes, Lexoviens, Namnètes, Ambilatres, Morins, Diablintes et Ménapiens, ainsi que quelques Bretons. Conscients qu'ils vont devoir se battre contre les Romains, les Gaulois comptent profiter de leur science maritime, du grand nombre de leurs navires lourds, adaptés aux conditions atmosphériques difficiles de l'Atlantique, du manque de provisions des Romains et surtout de leur connaissance de la configuration géographique locale (le Golfe du Morbihan) : côte très disséquée parsemée d'îles nombreuses offrant de nombreux abris qu'ils connaissent bien, abers barrant les gués à marée haute, ports rares et disséminés. Le proconsul romain, qui n'est pas de retour en Gaule avant la fin du mois d'avril, déploie son armée afin d'occuper tous les territoires soumis et éviter de voir la rébellion se propager hors de l'Armorique. Titus Labienus, avec la cavalerie, est envoyé chez les Trévires, sur le Rhin. Il doit maintenir la paix en Gaule belgique et empêcher toute action des Germains. Publius Crassus, avec 12 cohortes et des cavaliers, est envoyé en Aquitaine, pour empêcher cette nation d'envoyer des secours à la Gaule. Quintus Titurius Sabinus, avec trois légions, est envoyé chez les Unelles, les Coriosolites et les Lexoviens pour tenir ces peuples en respect. Decimus Junius Brutus Albinus, avec la flotte et les vaisseaux gaulois, chez les Vénètes.
Les Pictons, Santons et d'autres pays pacifiés envoient aux Romains une flotte, et César marche sur l'Armorique avec des troupes pour mener la campagne contre les peuples rebellés au côté de Junius Brutus. Les villes des Vénètes sont construites sur de petites péninsules ou des promontoires, inaccessibles depuis la terre, et très difficilement par voie maritime. Telle Crac'h (Hauteur) au-dessus de Keris (per-zh): La Trinité sur mer. L'été s'avançait. Après plusieurs mois et une ou plusieurs campagnes infructueuses dues à l'impossibilité de vaincre les Vénètes qui fuyaient par la mer lorsque le combat tournait à leur désavantage, d'un éperon barré à l'autre, César comprit qu'il lui fallait la maîtrise des mers,.

## Déroulement de la bataille navale

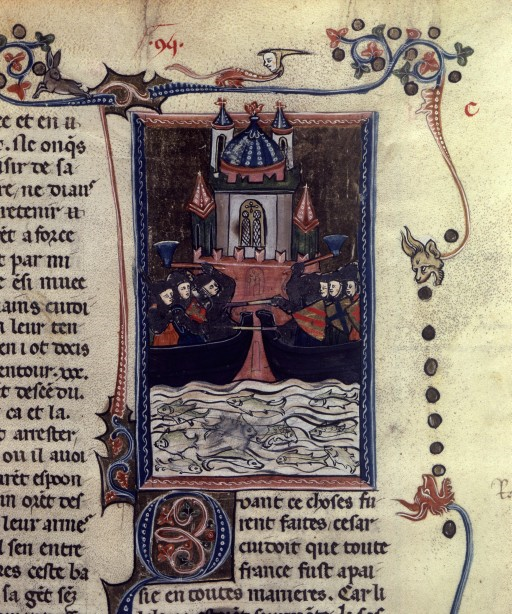
Bataille de « Vannes », manuscrit du XIVe siècle.

### Prémices
Face à l'impossibilité pour les Romains d'attaquer les forteresses à cause des marais, la seule solution est une attaque par la mer. La construction des navires se déroule sur les bords de la Loire, sur les terres des Pictons, alliés des Romains. Bien que César s'empare rapidement de quelques villes armoricaines, il comprend à la fin de l'été qu'il ne peut mettre fin à la révolte qu'en détruisant les Vénètes. Il ne cite aucun nom, pas même la capitale. L'oubli était arme efficace contre ceux qui l'avaient humilié sur terre pendant tant de mois.

### Flotte vénètes
Selon Jules César, les navires vénètes étaient supérieurs à ceux des Romains : leurs carènes étaient plus plates et étaient donc adaptées aux hauts-fonds et aux reflux. Les proues et les poupes étaient très relevées ce qui leur permettait de naviguer plus facilement par gros temps et par tempête. Les bateaux étaient en bois, les ancres étaient retenues par des chaînes et les voiles étaient faites à partir de peaux. En outre, ils étaient plus grands et plus massifs que les navires romains, leurs coques étaient si solides qu’elles résistaient parfaitement à leurs coups d’éperons. Leurs bords étant également plus hauts, ils protégeait les soldats des tirs des romains, qui eux-mêmes étaient en position vulnérable, et ces hauts bords rendaient difficile un abordage de l’ennemi.
Cette description des navires vénètes est la seule description contemporaine à la Guerre des Vénètes qui nous soit parvenue :

« Les vaisseaux des ennemis étaient construits et armés de la manière  suivante : la carène en est un peu plus plate que celle des nôtres, ce qui leur rend moins dangereux les bas-fonds et le reflux ; les proues sont très élevées, les poupes peuvent résister aux plus grandes vagues et aux tempêtes ; les navires sont tout entiers de chêne et peuvent supporter les chocs les plus violents. Les bancs, faits de poutres d'un pied d'épaisseur, sont attachés par des clous en fer de la grosseur d'un pouce ; les ancres sont retenues par des chaînes de fer au lieu de cordages ; des peaux molles et très amincies leur servent de voiles, soit qu'ils manquent de lin ou qu'ils ne sachent pas l'employer, soit encore qu'ils regardent, ce qui est plus vraisemblable, nos voiles comme insuffisantes pour affronter les tempêtes violentes et les vents impétueux de l'Océan, et pour diriger des vaisseaux aussi pesants. Dans l'abordage de ces navires avec les nôtres, ceux-ci ne pouvaient l'emporter que par l'agilité et la vive action des rames ; du reste, les vaisseaux des ennemis étaient bien plus en état de lutter, sur ces mers orageuses, contre la force des tempêtes. Les nôtres ne pouvaient les entamer avec leurs éperons, tant ils étaient solides ; leur hauteur les mettait à l'abri des traits, et, par la même cause, ils redoutaient moins les écueils. Ajoutons que, lorsqu'ils sont surpris par un vent violent, ils soutiennent sans peine la tourmente et s'arrêtent sans crainte sur les hauts-fonds, et, qu'au moment du reflux, ils ne redoutent ni les rochers ni les brisants ; circonstances qui étaient toutes à craindre pour nos vaisseaux. »

— Jules César, Commentaires sur la Guerre des Gaules, III, 13.

Essai de reconstitution d'un navire vénète.
Essai de reconstitution d'un navire vénète à deux mâts.

### Flotte romaine

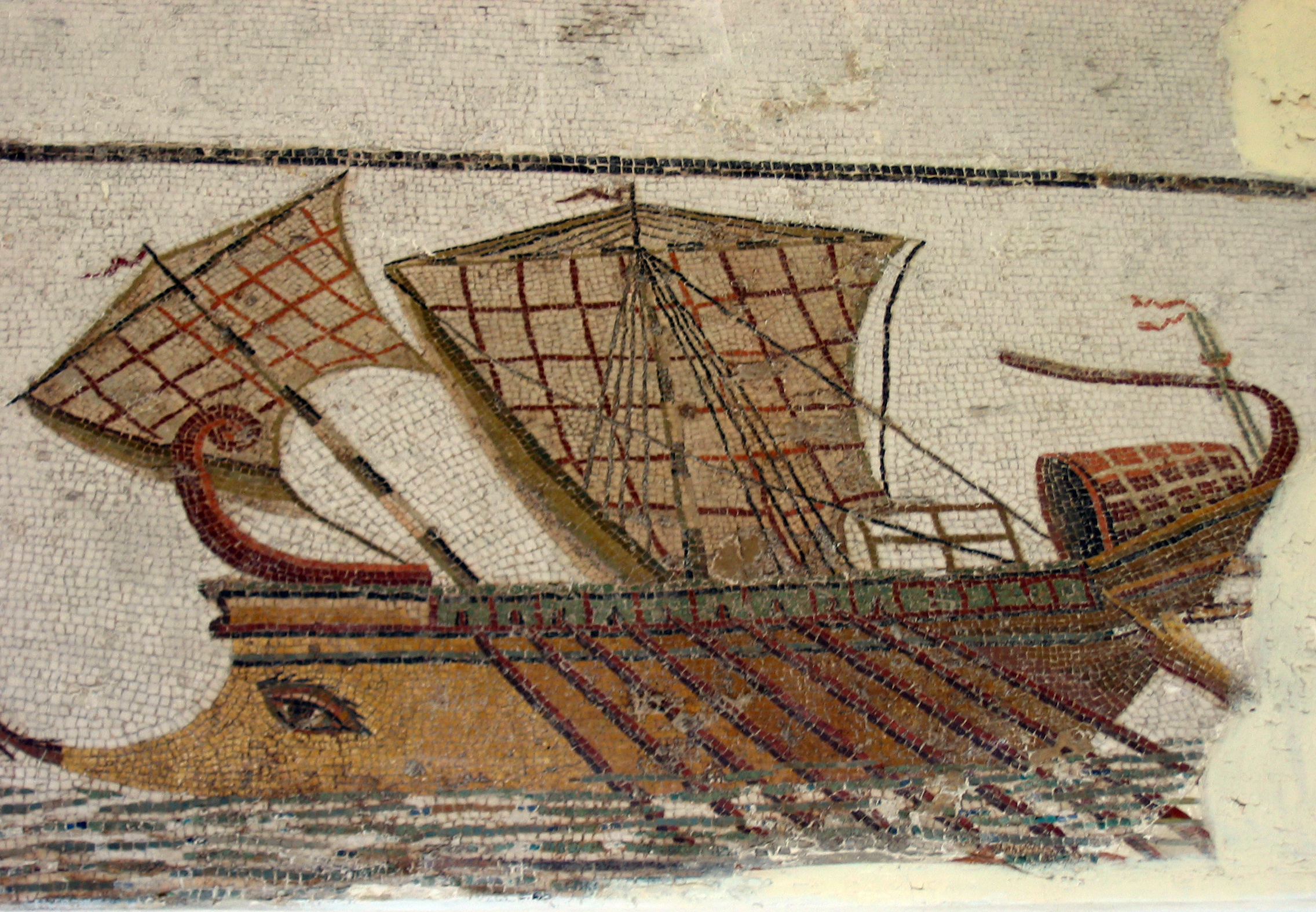
Une galère de guerre romaine.

Les navires romains ont pour seul avantage par rapport aux navires vénètes d'être plus rapides et maniables grâce à leurs rames, les voiles étant peu utilisées. Cependant ces navires sont surtout efficaces sur une mer calme et supportent mal les tempêtes.

### Déroulement

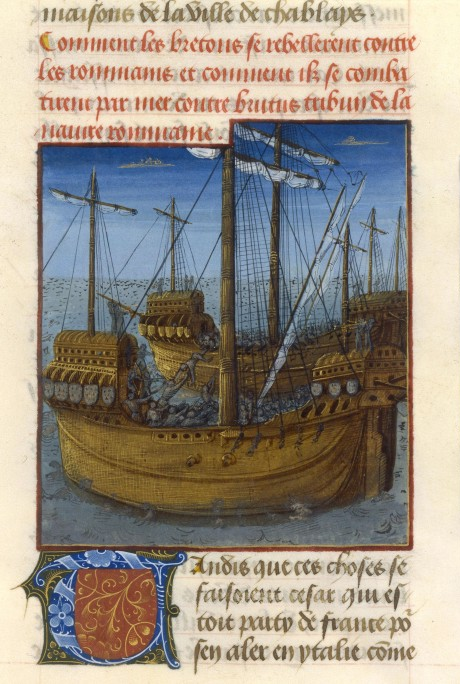
La bataille du Morbihan, enluminure du XVe siècle.

Lorsque les navires romains sont construits, Junius Brutus Albinus en prend le commandement et conduit la flotte en direction du pays des Vénètes à l'été. Mais, sur la route, les Romains sont surpris par les Vénètes près de Saint-Gildas-de-Rhuys dans un espace maritime limité par Houat, Hœdic, l’île Dumet, Sarzeau et l’entrée du golfe, dans la baie de Quiberon. Au début, grâce à la supériorité de leurs navires, les Vénètes ont l'avantage. Les projectiles tirés des navires romains ne peuvent atteindre les navires gaulois, beaucoup plus hauts, alors que les Gaulois peuvent attaquer facilement les Romains.

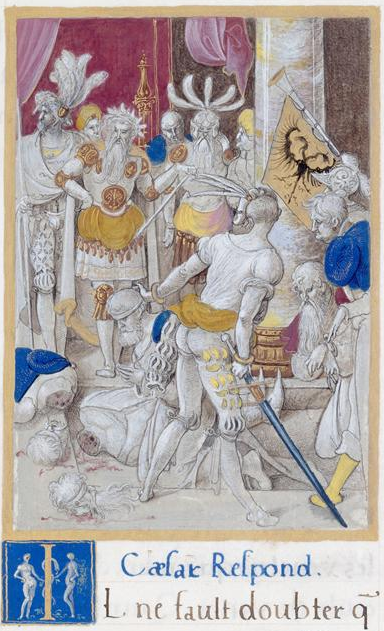
La Vengeance de César contre le sénat vénète.

Plusieurs navires romains sont coulés. Ces derniers tentent alors de ruser et essaient, grâce à des faucilles fixées sur des perches de couper les cordages des navires ennemis. Ces faucilles emmanchées étaient depuis longtemps appelées corbeaux et avaient déjà été utilisées entre autres combats contre Carthage. Cette ruse permet de neutraliser quelques navires mais elle est insuffisante pour remporter la victoire. De plus, les Romains, qui n'ont pas envisagé de tactique globale pour la bataille, commencent à envisager la retraite lorsque tout à coup, le vent tombe et les navires des Gaulois qui ne naviguent qu'à la voile se retrouvent immobilisés. Les Romains contre-attaquent et détruisent les navires vénètes un par un, très peu peuvent s'enfuir. La bataille dure « depuis la quatrième heure du jour environ jusqu’au coucher du soleil » selon César et s'achève par la destruction de la flotte gauloise,.

### Conséquences
Une fois leur flotte détruite, les Vénètes  et leurs alliés n'ont plus les moyens de lutter et se rendent, ce qui met fin à la guerre. César, vainqueur grâce à Decimus Junius Brutus, fait alors exécuter tous les membres du Sénat vénète, une partie de la  population est vendue (comme esclave).
De plus, le conquérant donne le territoire des Ambilatres (près de Nantes) aux Pictons pour avoir collaboré avec lui d'une façon déterminante. Comme l'atteste la disparition des fours à sel au Ier siècle sur le territoire des Vénètes, il interdit de produire du sel dans cette région, qui était une grande source de richesse et puissance[réf. nécessaire].

### Éléments bibliographiques
L'essentiel des connaissances historiques sur cette guerre provient de César dans ses Commentaires sur la Guerre des Gaules.
Sur la Guerre des Vénètes
- Michel Denis, « La campagne de César contre les Vénètes », dans Annales de Bretagne, vol. 1, t. 61, 1954 (lire en ligne), p. 126-153.
- Pierre Merlat, « César et les Vénètes », dans Annales de Bretagne, vol. 1, t. 61, 1954 (lire en ligne), p. 154-183.
- Jean-Baptiste Colbert de Beaulieu, « Contribution de la numismatique à l'étude de la catastrophe des Vénètes », dans Annales de Bretagne, vol. 1, t. 61, 1954 (lire en ligne), p. 184-200.
- Patrick Thollard, « César, Strabon et les Vénètes : un faux «emporion» », dans Revue archéologique de l'ouest, vol. 2, t. 2, 1985 (lire en ligne), p. 115-118.

Sur la bataille du Morbihan
- P. Emmanuelli, « César contre les Vénètes, le combat naval de 56 av. J-C », dans Annales de Bretagne, vol. 1, t. 63, 1956 (lire en ligne), p. 55-87.
- P. Emmanuelli et René-Yves Creston, « Considérations techniques sur la flotte des Vénètes et des Romains », dans Annales de Bretagne, vol. 1, t. 63, 1956 (lire en ligne), p. 88-107.
- René-Yves Creston, « César et les Vénètes, notes critiques sur la bataille livrée par Brutus contre les Vénètes en 56 av. J-C. », dans Annales de Bretagne, vol. 1, t. 65, 1958 (lire en ligne), p. 59-66.
- René-Yves Creston, « Les navires des Vénètes », dans Actes du IIe Congrès International d'Archéologie Sous-Marine. : Institut international d'études ligures, Bordighera, 1961, p. 369-380.
- Alain Conan, « Quand César attaquait la flotte armoricaine », dans Les grandes aventures maritimes, Historama, coll. « Les dossiers Histoire de la Mer » (no 1), 1978, 160 p., p. 39-47.

Sur la Guerre des Gaules
- Jules César, Guerre des Gaules. Livres I-IV, Paris, Les Belles Lettres, coll. « Collection des universités de France », 1972, 200 p.
- Alfred Lallemand, Nouveaux éclaircissements sur le livre III des commentaires de César, Annuaire du Morbihan, 1861.

Sur l'histoire de l'Empire romain
- Dion Cassius (trad. du grec ancien), Histoire romaine, Paris, Les Belles Lettres, coll. « Collection des universités de France », 1996, 156 p. (ISBN 2-251-33928-0) .
- Jérôme Carcopino, Jules César, Paris, Presses universitaires de France, 1990, 591 p. (ISBN 2-13-042817-7).

Sur l'histoire navale
- Guy Le Moing, Les 600 plus grandes batailles navales de l'Histoire, Rennes, Marines Editions, 2011, 619 p. (ISBN 978-2-35743-077-8 et 2-35743-077-X).

Œuvres de fiction sur la guerre de Vénètes
- René-Théophile-Hyacinthe Laënnec, La guerre des Vénètes : poème épique héroï-comique, Masson et Cie, coll. « Les Inédits des maîtres de la médecine française », 1931, 76 p. (OCLC 459328103).
- Jean Coué (ill. Gabor Szittya), La guerre des Vénètes, Paris, Hachette Jeunesse, coll. « Le Livre de Poche Jeunesse », 1996, 283 p. (ISBN 2-01-321368-9).
- Colette Geslin (préf. Pierre Mazéas), La bataille des Vénètes, Dinan, Terre de Brume, coll. « Bibliothèque Celte », 1998, 304 p. (ISBN 2-84362-010-4).